# Dudek rdzawy
Dudek rdzawy, dudek afrykański (Upupa epops africana) – podgatunek dudka, średniej wielkości ptaka z rodziny dudkowatych (Upupidae). Zasiedla środkową i południową Afrykę – od Demokratycznej Republiki Konga po Kenię i na południe po południowy skraj kontynentu. Odnotowany także w Sudanie. Takson o niepewnej pozycji taksonomicznej, przez część systematyków wyodrębniany do rangi gatunku.
Wygląd zewnętrznyWygląda podobnie jak dudek zwyczajny, ale ma dłuższy dziób. Większość ciała rdzawa. Duży czub czarno zakończony. Długi, szary dziób, ciemnieje ku końcowi. Skrzydła w czarno-białe pasy, ogon czarny z białym pasem pośrodku. Nogi szare.
Wymiary
- długość ciała: 25–29 cm
- rozpiętość skrzydeł: 44–48 cm
- masa ciała: 65–67 g

BiotopRóżne środowiska oprócz pustyń i półpustynnej krainy Karru. Zasadniczo preferuje otwarte lasy z niskim runem leśnym. Dobrze przystosował się do środowisk przekształconych przez człowieka – spotykany w parkach, ogrodach, sadach i na plantacjach.
PożywienieDuże insekty (oraz ich larwy i poczwarki), w tym termity.
LęgiGniazdo najczęściej w dziupli naturalnej albo wykutej przez brodacze lub dzięcioły. Czasem lęgnie się w kopcach termitów, w dziurze w ziemi, w murach, szczelinach budynków, budkach lęgowych itp. Składa 4–7 jaj. Samica wysiaduje sama przez 15–16 dni.